# Chrysopilus virtuosus
Chrysopilus virtuosus är en tvåvingeart som beskrevs av Akira Nagatomi 1958. Chrysopilus virtuosus ingår i släktet Chrysopilus och familjen snäppflugor. Inga underarter finns listade i Catalogue of Life.